# 尋找身體
《尋找身體》是日本小說家Welzard創作的恐怖小說。

## 登場人物
| 章節   | 被請求者    | 被請求者  | 被請求者    | 被請求者    | 被請求者  | 被請求者  | 請求者      |
| ------ | ----------- | --------- | ----------- | ----------- | --------- | --------- | ----------- |
| 第一夜 | 森崎 明日香 | 伊勢 高広 | 柊 留美子   | 浦西 翔太   | 鳴戸 理恵 | 杉本 健司 | 三神 遥     |
| 第二夜 | 相島 美雪   | 伊勢 高広 | 柊 留美子   | 浦西 翔太   | 袴田 武司 | 二見 結子 | 森崎 明日香 |
| 第三夜 | 相島 美雪   | 池崎 龍平 | 柊 留美子   | 小野山 美紗 | 袴田 步美 | 杉本 健司 |             |
| 最終夜 | 森崎 明日香 | 三神 遥   | 香山 日菜子 | 中島 悠斗   | 袴田 武司 | 小川 卓也 | 村田 幸恵   |

### 主要人物
森崎 明日香 （聲優：阿澄佳奈 / 飾演：橋本環奈）
「第一夜」的主角和旁白。在「第一夜」的結尾，被遥強迫扮演“請求者”，並成爲「第二夜」請求者。「最終夜」再次成爲被請求者。
原作小説與漫畫性格不同。無論原作小説還是漫畫，在系列的最後，都會成爲仍留在記憶中的一員。原作中，他與在死去的成員們告別，是痛苦的結局，但在漫畫版中，則是幸福的結局。
伊勢 高広 （聲優：江口拓也 / 飾演：眞栄田郷敦）
「第一夜」&「第二夜」被請求者。暗戀明日香。
在「第一夜」的中的最後一天奄奄一息，但還是活了下來，是「第一夜」中唯一還保留著尋屍記憶的人，
在「最終夜」的原作中倖存下來卻失去了記憶，但在漫畫版中他保留了記憶。真人版電影中，撿到明日香的跌落的領帶夾回復記憶。
柊 留美子 （聲優：青山玲菜 & 山下七海 / 飾演：山本舞香）
「第一夜」、「第二夜」被請求者，「第三夜」的主角和旁白。
在「第二夜」中，他以“被請求方”的身份再次出現。 自從他在「第一夜」的最後一天死去後，便失去了尋找前身的記憶。
在「第三夜」中，他以“被請求方”的身份再次出現.
在「最終決戰」中喪生，劇集結尾失去了記憶。 在原作中，她在與明日香不同的世界中復活，在與朋友失散的同時與龍平重逢。 在漫畫版中，他在失去記憶的同時與朋友重拾友誼。
浦西 翔太 （聲優：西山宏太朗 / 飾演：醍醐虎汰朗）
「第一夜」&「第二夜」被請求者。暗戀美雪。
在「第二夜」中，他繼續以“被請求方”的身份出現。 自從他在「第一夜」的最後一天死去後，便失去了尋找前身的記憶。美雪被紅人殺死後，就留在原地，沒有參加「最終決戰」。
鳴戸 理恵（聲優：朝日奈丸佳 & 高橋李依 / 飾演：横田真悠）
「第一夜」被請求者。明日香與高広的青梅竹馬。
在「第一夜」中死去而失憶。
杉本 健司（聲優：梅原裕一郎）
「第一夜」&「第三夜」被請求者。暗戀理恵。
在「最終決戰」中決戰中，他與泰蔵共存的形式阻止“紅人”而喪命。在原作中，她從明日香所認識的世界中消失，但在漫畫版中，她和其他成員在失憶狀態下復活。
三神 遥（聲優：織江珠生 & 奥野香耶）
「第一夜」請求者。在「最終夜」再次成爲被“被請求者”。在「第一夜」的結尾，強迫明日香扮演“請求者”並獲得自由。
在「最終決戰」中為保護明日香而死，原作中他從明日香所認識的世界中消失，但在漫畫版中與小野山美紗同化，雖然失去了記憶，卻成為了一名大學生，與明日香和留美子重逢。
相島 美雪
「第二夜」的主角和旁白，「第三夜」被請求者。明日香的朋友。
在「第二夜」的結尾，自願進入棺材。在「最終決戰」中，試圖與“紅人”談判時喪生。
系列的結尾，在原作中，它從明日香所認識的世界中消失了。而漫畫版中，他們復活了，雖然失去了記憶，回到了之前不和的家庭，但他們逐漸重歸於好的關係。
袴田 武司
「第二夜」、「第三夜」&「最終夜」被請求者。結子的男朋友。
在「最終夜」中，以“被請求方”的身份再次出現。 由於在「第二夜」中沒能救出妹妹亞由美，失去了求生的意志，不過在高広的拜托下重新振作。在「最終決戰」中，與留美子一起行動時死去。
在系列的最後，在原作中，在留美子所認識的世界中倖存下來，與高広和結子的關係仍在繼續，他從明日香所認識的世界中消失，但在畢業典禮那天，其他人消失了。和他們一起出現在瞬間的幻覺中，然後向卓也揮手致意。 在漫畫版中，他雖然失憶了卻復活了，雖然還在和高広戰鬥，但兩人的關係似乎比失憶前還要好。
二見 結子
「第二夜」被請求者。武司的女朋友。
在「最終決戰」中倖存下來，但原作和漫畫中失去了記憶。原著中，據說在留美子認可的世界裡，她和武司繼續著情侶關係，但在明日香認可的世界裡，她失去了記憶，與武司分手了。漫畫版裡有他在畢業典禮上和武司又哭又笑的一幕，比之前好看。
池崎 龍平
「第三夜」被請求者。喜歡留美子。
袴田 步美
「第三夜」被請求者。武司的妹妹。「第三夜」以留美子的朋友登場。在「第二夜」中因詛咒而死亡。
小野山 美紗
「第三夜」的神秘少女。在原著歷史中，她是本該從未出生的弟弟的女兒，對於美子和美紀來說，她就是侄女。與遙的外貌相似。
在「最終決戰」中，為了封印被釋放的美子，聚集被請求者，重新制定了尋找屍體的規則。通過尋找屍體，和留美子結下了友誼。
香山 日菜子
「最終夜」被請求者。明日香的朋友。
她有一個哥哥，曾經被要求和遙一起尋找她的身體，但她已經失去了尋找她身體的記憶，日菜子自己也不知道這件事。通過「最終夜」，他與遙成為了朋友，但同時也捲入了遙的報復，得知了哥哥的真面目，陷入兩難的境地而備受折磨。
中島 悠斗
「最終夜」被請求者。表面是優等生，暗地裡霸凌卓也。
自從在「最終夜」後死去，便失去了記憶。 雖然他還是害怕小武，但他和卓也的關係也在一點點好轉。
小川 卓也
「最終夜」被請求者。
在「最終夜」的結尾，雖然受了重傷，但還是活了下來，並提出下次做“被請方”進入棺材。在系列的最後，原著中只有明日香跟他兩人還保留著尋屍記憶，而在漫畫版中，他們失去了尋屍記憶。
村田幸恵
「最終夜」請求者。在蒐尋完屍體後，被美紀殺死，並抹去了存在。
清宮篤史（飾演：神尾楓珠）
真人版電影原創人物，和高廣念同一間初中，並被同一間高中籃球名校網羅，但卻在入學前腳受傷，因此放棄入學資格，改到現在的學校就讀，於真人版電影第一夜時擔任被請求者(取代原作杉本健司)
。

### 紅人相關人物
小野山 美子 / 紅人（聲優：田中あいみ / 飾演：安永星良、福山はな（紅人）)
身穿血跡斑斑的白衣少女幽靈，她在夜晚出沒於學校殺害遇到的被請求者。
小野山 美紀（聲優：甲河葵）
美子的雙胞胎姐姐，未沾染鮮血的紅衣少女幽靈。
在妹妹被殺的前一天，姐妹還在為誰該穿紅裙子爭論不休，結果在妹妹被殺後不久就離奇死亡。尋找屍體的規則製定者，以廣播室為基地，尋找正在尋找屍體塊的被請求者，並派出紅人。
美紗
美子身上抱著的娃娃。為爲即將出生的孩子，預想是男孩子，但不幸流產了。
黒人
於「最終夜」登場。因美子的父親試圖讓美子起死回生而產生的惡魔。在惹怒紅人之後出現，並追殺被請求方。能變成了“被請求方”的成員，並玩弄明日香。

### 小野山家相關人物
山岡 雄蔵
已故。健司的祖父。50年前殺死美子的真正凶手。性格残忍且凶暴，經常家暴哥哥跟妻子。
山岡 泰蔵
已故。雄蔵的哥哥。經常被弟弟家暴。雖然有智力障礙，但他溫柔善良，熱愛孩子。跟美子與美紀是好朋友。
「第一夜」中期附身親戚健二，並對“被請求方”進行暴力襲擊。
杉本 キヨ
健司的祖母，雄蔵的妻子。
松木 一夫
美紀、美子的同級生。

### 其他
八代 友和（飾演：柄本佑）
舊校舍的農業科老師。曾參與尋找屍體，生存下來的幸存者。曾經獨自調查過小野山家，為「被請求方」的成員提出各種建議。
相島 真冬
美雪的妹妹。在「第二夜」中因詛咒而死亡。

## 出版書籍

### 小說
| Starts出版 | Starts出版     | Starts出版             | 尖端出版              | 尖端出版       | 尖端出版               |
| 名稱       | 發售日期       | ISBN                   | 名稱                  | 發售日期       | ISBN                   |
| ---------- | -------------- | ---------------------- | --------------------- | -------------- | ---------------------- |
|            | 2013年8月24日  | ISBN 978-4-88381-755-9 | 尋找身體（上）        | 2017年9月6日   | ISBN 978-9-57107-513-6 |
|            | 2013年9月25日  | ISBN 978-4-88381-765-8 | 尋找身體（下）        | 2017年9月6日   | ISBN 978-9-57107-514-3 |
|            | 2014年1月25日  | ISBN 978-4-88381-806-8 | 尋找身體 第二夜（上） | 2017年11月17日 | ISBN 978-9-57107-798-7 |
|            | 2014年2月25日  | ISBN 978-4-88381-816-7 | 尋找身體 第二夜（下） | 2017年11月17日 | ISBN 978-9-57107-799-4 |
|            | 2014年8月25日  | ISBN 978-4-88381-876-1 |                       |                |                        |
|            | 2014年9月25日  | ISBN 978-4-88381-887-7 |                       |                |                        |
|            | 2014年12月25日 | ISBN 978-4-88381-928-7 |                       |                |                        |
|            | 2015年1月24日  | ISBN 978-4-88381-916-4 |                       |                |                        |

### 漫畫
| 《尋找屍體》 | 《尋找屍體》   | 《尋找屍體》           | 《尋找屍體》   | 《尋找屍體》           |
| 卷數         | 雙葉社         | 雙葉社                 | 東立出版社     | 東立出版社             |
| 卷數         | 發售日期       | ISBN                   | 發售日期       | ISBN                   |
| ------------ | -------------- | ---------------------- | -------------- | ---------------------- |
| 1            | 2015年2月4日   | ISBN 978-4-08-880291-6 | 2016年3月24日  | ISBN 978-9-86-470020-2 |
| 2            | 2015年4月3日   | ISBN 978-4-08-880347-0 | 2016年9月22日  | ISBN 978-9-86-470021-9 |
| 3            | 2015年7月3日   | ISBN 978-4-08-880424-8 | 2016年11月11日 | ISBN 978-9-86-470022-6 |
| 4            | 2015年9月4日   | ISBN 978-4-08-880455-2 | 2017年4月24日  | ISBN 978-9-86-470023-3 |
| 5            | 2015年12月4日  | ISBN 978-4-08-880547-4 | 2017年8月10日  | ISBN 978-9-86-470024-0 |
| 6            | 2016年2月4日   | ISBN 978-4-08-880614-3 | 2019年6月3日   | ISBN 978-9-86-470025-7 |
| 7            | 2016年4月4日   | ISBN 978-4-08-880662-4 | 2019年7月22日  | ISBN 978-9-86-470210-7 |
| 8            | 2016年6月3日   | ISBN 978-4-08-880702-7 | 2020年10月23日 | ISBN 978-9-86-470737-9 |
| 9            | 2016年8月4日   | ISBN 978-4-08-880767-6 | 2023年5月29日  | ISBN 978-986-482-036-8 |
| 10           | 2016年11月4日  | ISBN 978-4-08-880817-8 |                |                        |
| 11           | 2016年12月31日 | ISBN 978-4-08-880895-6 |                |                        |
| 12           | 2017年3月3日   | ISBN 978-4-08-881035-5 |                |                        |
| 13           | 2017年5月2日   | ISBN 978-4-08-881085-0 |                |                        |
| 14           | 2017年8月4日   | ISBN 978-4-08-881131-4 |                |                        |
| 15           | 2017年10月4日  | ISBN 978-4-08-881244-1 |                |                        |
| 16           | 2017年12月4日  | ISBN 978-4-08-881299-1 |                |                        |
| 17           | 2018年2月2日   | ISBN 978-4-08-881351-6 |                |                        |

| 1 | 2018年4月4日  | ISBN 978-4-08-881484-1 |
| 2 | 2018年7月4日  | ISBN 978-4-08-881527-5 |
| 3 | 2018年10月4日 | ISBN 978-4-08-881599-2 |
| 4 | 2018年12月4日 | ISBN 978-4-08-881687-6 |
| 5 | 2019年3月4日  | ISBN 978-4-08-881789-7 |

| 1 | 2022年11月4日 | ISBN 978-4-08-883309-5 |
| 2 | 2023年2月3日  | ISBN 978-4-08-883408-5 |
| 3 | 2023年4月4日  | ISBN 978-4-08-883472-6 |

## 網路動畫

### 製作人員
- 原作：Welzard、村瀨克俊《尋找身體》
- 導演：布施木一喜
- 協力：集英社
- 企劃協力：EVERYSTAR
- 作畫：宮崎栞理、林佳瑢
- 背景：鹽原政人、桑名春花
- 3DCG：長谷川卓也、門馬鄉瑠、Studio Khromos
- 攝影、編集：朱巧恩
- 視覺總監：吳新
- 音響導演：小泉紀介
- 錄音調整：田中直也（delfi SOUND）
- 音響效果：稻田祐介（Zero dB）
- 製作人：大久保圭、大塚裕司
- 動畫製作人：廣瀬大三
- 動畫制作：STUDIO KHRONOS
- 製作：タテアニメ

## 真人電影

### 第1作
《尋找身體》是2022年日本恐怖電影，由羽住英一郎執導，橋本環奈主演。

#### 登場人物
- 森崎明日香：橋本環奈
- 伊勢高廣：真榮田鄉敦
- 柊留美子：山本舞香
- 清宮篤史：神尾楓珠
- 浦西翔太：醍醐虎汰朗
- 鳴戶理惠：橫田真悠

#### 製作人員
- 原作：Welzard《尋找身體》
- 導演：羽住英一郎
- 劇本：土城溫美
- 配樂：菅野祐悟
- 監製：原祐樹
- 製作公司：ROBOT
- 發行：日本華納兄弟

#### 主題曲

演唱 - Ado（Virgin Music）
作詞・編曲 - 椎名林檎

#### 插入曲
（Rebellion）
演唱 - Ado（Virgin Music）
作詞・編曲 - Chinozo

### 第2作
《尋找身體 THE LAST NIGHT》是2025年日本恐怖電影，與前作相同，由羽住英一郎執導，橋本環奈主演。

#### 登場人物
- 明日香：橋本環奈
- 伊勢高廣：真榮田鄉敦
- 一之瀨陸人：櫻井海音
- 早川岬：安齊星来
- 田邊大和：鈴木福
- 木下有紗：本田真凜
- 鮫田航：吉田剛明

#### 製作人員
- 原作：Welzard《尋找身體》
- 導演：羽住英一郎
- 劇本：土城溫美、原祐樹
- 配樂：菅野祐悟
- 監製：原祐樹
- 製作公司：ROBOT
- 發行：日本華納兄弟

#### 主題曲
《Parade》
演唱 - Stray Kids（Sony Music Labels Inc.）

## 外部連結
- 漫畫官方網站 - 少年Jump+（日語）
- 漫畫的X（前Twitter）（日語）
- 真人電影官方網站（日語）
- 真人電影的X（前Twitter）（日語）